# ザクセン＝アイゼナハ

ザクセン＝アイゼナハ公国
Herzogtum Sachsen-Eisenach

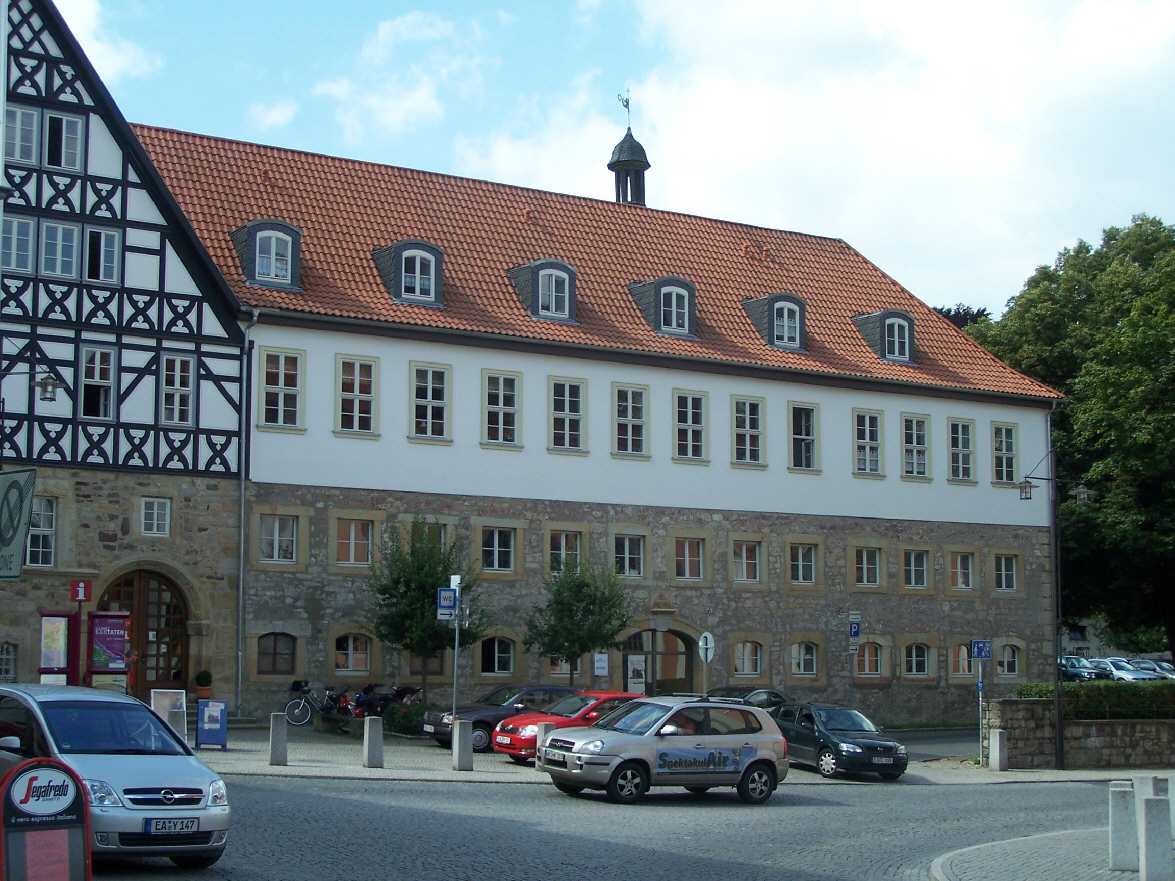
アイゼナハ公の旧居館

ザクセン＝アイゼナハ（ドイツ語：Sachsen-Eisenach）は、現在のテューリンゲン州にあたる地域にあった、エルネスティン系ヴェッティン家が統治した公国。
ザクセン＝アイゼナハは神聖ローマ帝国の公国の一つであり、オーバーライン・クライスの成員であった。ヴェッティン家が1423年に部族大公領であったザクセンの選帝侯および公爵の称号を取得して以来、実際に支配するかどうかに関係なく一族のすべての男性成員は「ザクセン公」の称号を帯びた。最も古く最も有名な称号として、これは他のすべての称号よりも重要であった（1547年にエルネスティン系が失った選帝侯の地位を除く）。エルネスティン系における「アイゼナハ公」は「ザクセン公」でもあり、この称号が公の称号よりも重要であったことから、「ザクセン＝アイゼナハ公国」とも呼ばれる。
エルネスティン系の継承規定により、それぞれの領地の分割の過程を経て通常は領地がさらに細分化されていき、アイゼナハもさまざまな影響を受けた。1741年にザクセン＝アイゼナハ家が断絶し、ザクセン＝アイゼナハとザクセン＝ワイマールは、エルンスト・アウグスト1世以降は同君統治となり、ザクセン＝ワイマール＝アイゼナハ公国が誕生した。1815年のウィーン会議において、ザクセン＝ワイマール＝アイゼナハは大公国の地位を獲得した。

## 歴史

### ヴェッティン家以前
アイゼナハの街はヴェッティン家による支配以前からテューリンゲンの歴史において重要な役割を果たしていた。この街は何よりも近郊にあるヴァルトブルク城によるところが大きい。ヴァルトブルク城は伝えられるところによると1067年にルードヴィング家のルートヴィヒ跳躍伯によって建設されたという。1131年、ルードヴィング家はテューリンゲン方伯となり、テューリンゲン貴族の間で一定の支配権を得た。さらに、1137年ごろに一族は結婚と相続によりヘッセン州北部でかなりの領地を手に入れた。ヴァルトブルク城はルードヴィング家によって拡張され、重要な城となりテューリンゲンにおける支配の中心となった。12世紀半ばごろには、城のふもとにある3つの市場の街が合併され、アイゼナハの街が生まれた。 ルードヴィング家は1247年にハインリヒ・ラスペの死により断絶した。この断絶によりテューリンゲン・ヘッセン継承戦争 (1247-1264) が起こり、その結果、1264年にハインリヒ3世貴顕伯がテューリンゲン方伯領を主張し、ゾフィー・フォン・ブラバントとその息子ハインリヒ1世は伯領の一部であるヘッセン獲得のため争うこととなった。その結果、アイゼナハとヴァルトブルクは、ルードヴィング家領の支配の中心から、ヴェッティン家領として支配の中心ではなくなった。

### 最初の分割まで
ヴァルトブルク城の領有は帝国の政治的地位において重要な意味を持ち、それはテューリンゲン方伯領の支配の正当性を示した。その結果、アルブレヒト2世の息子らは、アドルフ・フォン・ナッサウやアルブレヒト1世・フォン・ハプスブルクに対してだけでなく、父親に対してもヴァルトブルクを主張しなければならなかった。その後アイゼナハはヴェッティン家の領地に組み込まれたが、ヴェッティン家は新たに軍事的に厄介な問題（フス戦争）や伯領の拡大のため戦うとともに、ボヘミアやブランデンブルクに対し領地を主張しなければならなかったため、その重要性は急速に変化した。

### 分割後
1485年、ザクセン選帝侯エルンストとアルブレヒト3世の兄弟がライプツィヒ条約により領地を分割した。これによりヴェッティン家にエルネスティン系とアルベルティン系が誕生し、両家とも現在も続いている。この最初の分割により、壊滅的な領地の分断が始まり、経済発展、特に貿易が妨げられることとなった。1497年に皇帝マクシミリアン1世が新興の商業都市ライプツィヒに帝国見本市の特権を与えたこと、および1507年にこれらの規制が強化されたことも、アイゼナハの経済力を失わせた。
アイゼナハは、ヴィッテンベルクが本拠地であったエルネスティン家にとって地方都市の一つにすぎなくなった。宗教改革の際には、エルネスティン家はマルティン・ルターとその支持者を支援した。フリードリヒ賢公の同意を得て、ルターはヴァルトブルクで賢公の保護下に置かれ、そこで新約聖書を翻訳した。シュマルカルデン戦争（1546年 - 1547年）において、エルネスティン家はザクセン選帝侯領とテューリンゲン以外のすべての地域を1547年のヴィッテンベルクの降伏によりアルベルティン家に奪われた。エルネスティン家はヴィッテンベルクの本拠地も失ったため、ヴァイマルが代わりに本拠地となった。アイゼナハはエルネスティン家に留まり、ヴァイマルを中心とするエルネスティン家の支配領域に属した。
ヴィッテンベルクの降伏の直後から一族の分裂が始まり、その間にザクセン＝アイゼナハ公国は独立した領地として誕生した。すべては1572年のエアフルトの分割から始まった。最後のエルネスティン家のザクセン選帝侯であり、シュマルカルデン戦争の敗者であったヨハン・フリードリヒには、ヨハン・フリードリヒ2世、ヨハン・ヴィルヘルムおよびヨハン・フリードリヒ3世の3子がいた。早くも1565年に年長の2人の息子ヨハン・フリードリヒ2世およびヨハン・ヴィルヘルムは一時的に領地を分割し、ヨハン・フリードリヒ2世はゴータに、ヨハン・ヴィルヘルムはヴァイマルに移った。 アイゼナハは、ヨハン・フリードリヒ2世の領土に属していた。そしてすぐに選帝侯位を取り戻すために、皇帝とアルベルティン家と対立するようになった。そのため、ヨハン・フリードリヒ2世に帝国アハト刑が課せられた。1566年にはついに帝国軍に捕らえられ、 残りの人生をオーストリアの帝国要塞に幽閉されて過ごすこととなった。ヨハン・フリードリヒ2世の領地は没収され、弟のヨハン・ヴィルヘルムに引き渡された。テューリンゲンにあったエルネスティン家の領地はほんの短い間統合されたが、これが最後となった。
ヨハン・ヴィルヘルムもフランス王シャルル9世側についたが、すぐに皇帝の怒りを買い撤退した。ヨハン・ヴィルヘルムはまだ投獄されている兄ヨハン・フリードリヒ2世と、その兄にヨハン・カジミールとヨハン・エルンストという2子がいることを思い出した。皇帝の勧めにより、これら2子は投獄された父親の後継者として、シュパイアー帝国議会（1570年）において復権を果たした。エアフルト分割条約により、皇帝とアルベルティン家はヨハン・ヴィルヘルムに対し、かつてヨハン・フリードリヒ2世が支配していた地域をその子供たちのために放棄するよう強制した。
短期間ザクセン＝コーブルク＝アイゼナハ公国が1572年に誕生した（後のザクセン＝コーブルク＝ゴータ公国とは別）。ヨハン・カジミールとヨハン・エルンストの2人の兄弟が名目上共同統治した。しかし2人ともまだ未成年であったため、ザクセン選帝侯アウグスト主導の摂政統治が樹立された。1586年にヨハン・カジミールとヨハン・エルンストの兄弟が統治を引き継いだ。これに続いて、1596年に領地の分割が行われた。それ以降、ヨハン・カジミールはザクセン＝コーブルクを単独で統治し、ヨハン・エルンストはテューリンゲン西部を独立したザクセン＝アイゼナハ公国として分離した。こうしてヨハン・エルンストはザクセン＝アイゼナハ公となり、政治的に独立した国として出現した。
1596年の分割は長続きしなかった。ザクセン＝コーブルク公ヨハン・カジミールは1633年に子供がいないまま死去し、弟のヨハン・エルンストがその領地を相続した。このようにして、ザクセン＝コーブルク＝アイゼナハ公国が再び誕生した。しかしヨハン・エルンストが1638年に死去したため、これも長くは続かなかった。アイゼナハとヴァルトブルクの町を含む3分の2がザクセン＝ヴァイマルに、残りの3分の1がザクセン＝アルテンブルクに統合された。

### 2度目の独立
アイゼナハ＝ゴータがザクセン＝ヴァイマルに統合されたとき、ヴィルヘルムがザクセン＝ヴァイマルを統治していたが、弟であるアルブレヒトおよびエルンスト1世と統治を分かち合わねばならなかった。アイゼナハ＝ゴータ領の3分の2を手に入れて公国が拡大したことで、ヴィルヘルムは新たに土地を分割することとなった。1641年、ヴィルヘルムが単独でザクセン＝ヴァイマルを統治できるようにするため、他の領地が2人の弟のために分割された。エルンスト1世敬虔公が統治するザクセン＝ゴータと、アルブレヒトが領するザクセン＝アイゼナハの2つの公国が再び誕生した。
アルブレヒトがザクセン＝アイゼナハを統治したのはわずか3年間で、1644年にアルブレヒトは嗣子なく死去した。ザクセン＝アイゼナハはザクセン＝ゴータとザクセン＝ヴァイマルの間で等しく分割され、アイゼナハの町とヴァルトブルク城は再びザクセン＝ヴァイマルのものとなった。フォルケンローダ、クライエンベルク、アイスフェルト、ファイルスドルフおよびザルツンゲン・ミット・アレンドルフはザクセン＝ゴータ公領に併合された。

### 3度目の独立
ザクセン＝アイゼナハは約20年間にわたりザクセン＝ヴァイマルの統治下にあった。しかし1662年に公国の分割が再び行われ、ザクセン＝アイゼナハが独立した公国となった。同年にザクセン＝ヴァイマル公ヴィルヘルムが死去し、4子ヨハン・エルンスト2世、アドルフ・ヴィルヘルム、ヨハン・ゲオルク1世およびベルンハルト2世の間でザクセン＝ヴァイマル公国が分割された。長男ヨハン・エルンスト2世はヴァイマル公となった。また、アドルフ・ヴィルヘルムはヴァイマルから分離したザクセン＝アイゼナハ公国を受け取りアイゼナハに居を構えたが、弟ヨハン・ゲオルク1世と領地を分け合わなければならなかった。ヨハン・ゲオルク1世はザクセン＝アイゼナハからの収入の多くを受け取る権利を得て、マルクズールに居を構えた。アドルフ・ヴィルヘルムは1663年にブラウンシュヴァイク＝ヴォルフェンビュッテル公アウグスト2世の娘マリー・エリーザベトと結婚し5子をもうけたが、そのうち4子は早世した。アドルフ・ヴィルヘルムは1668年にアイゼナハにおいて死去した。末子ヴィルヘルム・アウグストが生まれる直前のことであった。このため、ザクセン＝アイゼナハはヨハン・ゲオルク1世がヴィルヘルム・アウグストの後見人として統治することとなった。しかしヴィルヘルム・アウグストも1671年に死去し、ヨハン・ゲオルク1世がザクセン＝アイゼナハを単独で統治することとなった。ヨハン・ゲオルク1世は1661年に	ヨハネッタ・フォン・ザイン＝ヴィトゲンシュタインと結婚し、ザイン＝アルテンキルヒェン伯領も1741年までザクセン＝アイゼナハの統治下に置かれた。
1672年のフリードリヒ・ヴィルヘルム3世の死とともにザクセン・アルテンブルク公家が断絶した。アルテンブルク公家の領土の4分の1がヴァイマール公家のものとなり、この時ベルンハルト2世にもザクセン＝イェーナ公国が与えられた。ザクセン＝アイゼナハは他にも多くの領地を与えられ、1741年に併合されるまで領地は維持された。
1685年、ヨハン・ゲオルク1世はザクセン＝アイゼナハに長子相続制を導入し、さらなる領地の分割を防いだ。
4人の公爵がザクセン＝アイゼナハを統治した。この家系は1741年にヴィルヘルム・ハインリヒが死去するまで続き、その後公領はザクセン＝ヴァイマルのものとなった。
こうして最終的に1741年にザクセン＝ヴァイマル＝アイゼナハ公国が成立した。公国はヴァイマルとアイゼナハという2つの大きな地域で構成されていたが、これらは地理的に隣接していなかった。また、2つの地域は統治者の個人的な領有関係のみでむずびついていたため、憲法の下では別々に存在し続けた。特に領地の権利に関する限り、2つの地域で異なる権利が適用された。エルンスト・アウグスト1世は、ヴァイマルの絶対君主制をアイゼナハにおいても実施するにあたりいくつかの問題を抱えていた。ザクセン＝ヴァイマルとザクセン＝アイゼナハの憲法上の統一が「イエナ地方を含むヴァイマル公領とアイゼナハ公領の統一憲法」により果たされたのは1809年のことであった。

## ザクセン＝アイゼナハ公の一覧

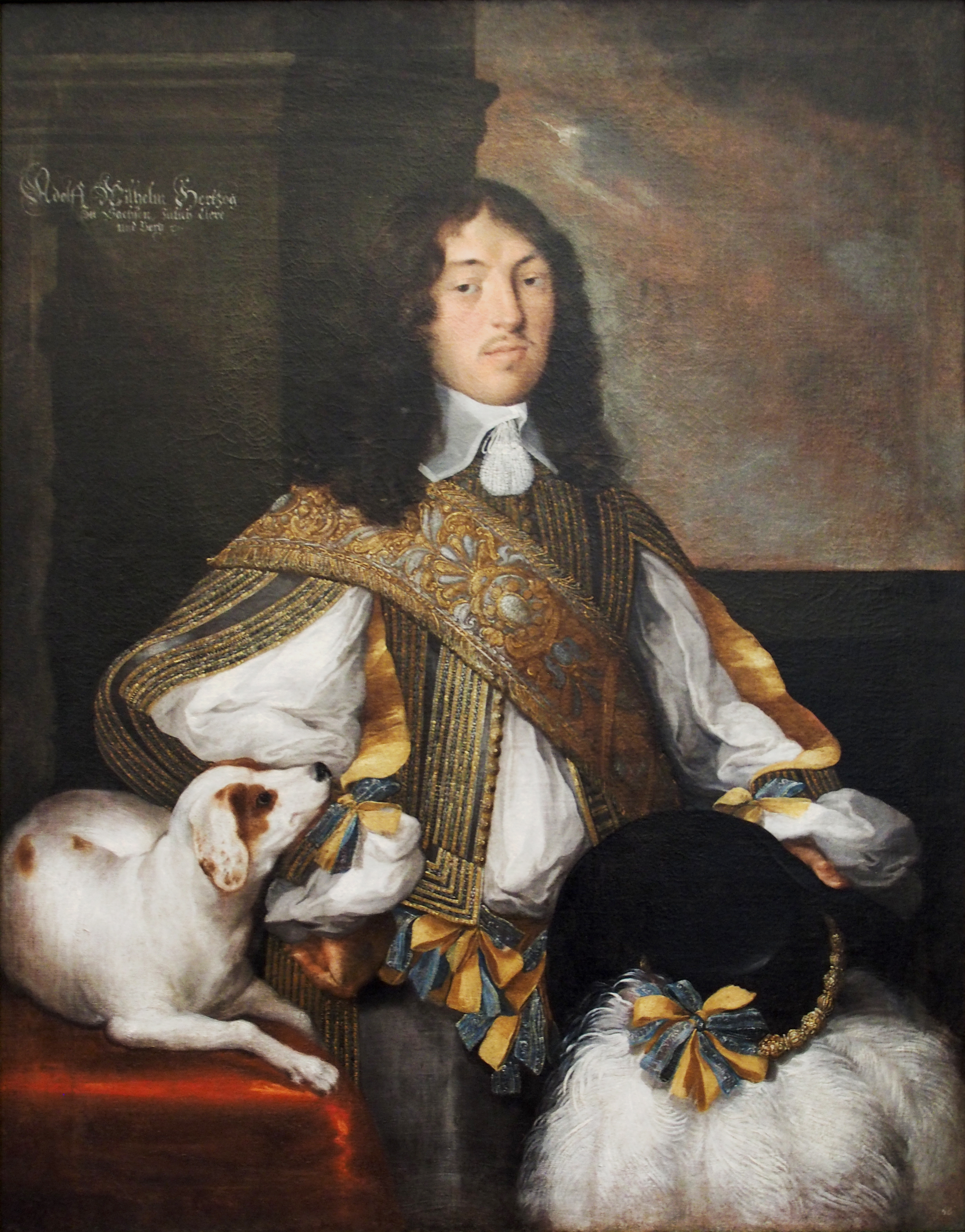
ザクセン＝アイゼナハ公アドルフ・ヴィルヘルム

- ヨハン・エルンスト（1596年 - 1638年）

（ザクセン＝ヴァイマルおよびザクセン＝アルテンブルクによる分割統治）
- アルブレヒト（1641年 - 1644年）

（ザクセン＝ゴータとザクセン＝ヴァイマルによる分割統治）
- アドルフ・ヴィルヘルム（1662年 - 1668年）
- ヴィルヘルム・アウグスト（1668年 - 1671年） - ヨハン・ゲオルク1世の後見下
- ヨハン・ゲオルク1世（1672年 - 1686年）
- ヨハン・ゲオルク2世（1686年 - 1698年）
- ヨハン・ヴィルヘルム（1698年 - 1729年）
- ヴィルヘルム・ハインリヒ（1729年 - 1741年）
- エルンスト・アウグスト1世（1741年 - 1748年） - ザクセン＝ヴァイマル公
- エルンスト・アウグスト2世（1748年 - 1758年）
- カール・アウグスト（1758年 - 1809年）

1809年、ザクセン＝ヴァイマルと合同してザクセン＝ヴァイマル＝アイゼナハ大公国に統一。